# Тайтацак, Йосеф
Рабби Йосеф бен-Шломо Тайтацак (1465—1546) — великий раввин, каббалист и автор ряда комментариев к Танаху.

## Биография
Родился в Испании. Учился у р. Леви бен-Хавив. После изгнания евреев из Испании в 1492 году его семья поселилась в Салониках.
Был главой еврейской общины города и крупнейшим галахическим авторитетом. Основал иешиву в Салониках, ставшую крупнейшей иешивой того времени, действовавшей на территории Османской империи, и возглавлял её на протяжении 40 лет.
Среди его учеников были такие выдающиеся люди как рабби Шломо Алкабец, рабби Моше Алшех, рабби Элиэзер Ашкенази , Исаак Адарби и другие.
Величайшие еврейские мудрецы, в том числе р. Йосеф Каро — автор законодательного еврейского кодекса «Шулхан Арух», обращались к нему с вопросами.
Среди его трудов сохранились ответы на вопросы и законодательные постановления, комментарии к библейским книгам Экклесиаст, Книга пророка Даниила, Мегиллот и сочинения по каббале.
Был одним из идейных вдохновителей каббалистического кружка, учрежденного его учениками в Цфате.
Вел аскетический образ жизни.
В конце жизни переехал в Константинополь.
Один из его прямых потомков — д-р Теодор Герцль.